# Samar Banerjee
Samar Banerjee (* 30. Januar 1930 in Bali; † 20. August 2022 in Kalkutta) war ein indischer Fußballspieler.

## Karriere
Samar Banerjee begann 1948 seine Karriere beim Bally Protiva Club in der dritthöchsten Spielklasse des Landes. Bereits im Folgejahr verließ er den Klub und spielte für den Bengal Nagpur Railway FC. Nach drei Jahren schloss er sich dem Mohun Bagan AC an, wo er fortan acht Jahre aktiv war. Dort gewann er unter anderem den IFA Shield (1952, 1954, 1956), den Rovers Cup (1955) sowie den Durand Cup (1953 und 1959).
Banerjee war zudem Kapitän Indiens bei den Olympischen Spielen 1956 in Melbourne, wo er das Team bis ins Spiel um Bronze führte, dort jedoch mit 0:3 Bulgarien unterlag.
Nach seiner Karriere war Banerjee Trainer des Barisha Sporting Club und von 1961 bis 1962 Trainer der Auswahl von Westbengalen, mit der er 1962 die Santosh Trophy gewann.
Samar Banerjee starb am 20. August 2022 im Alter von 92 Jahren an den Folgen einer SARS-CoV-2-Infektion.